# 日本メディカルコネクション
日本メディカルコネクション株式会社（英:JMC）とは、東京都千代田区一番町にある医師（医科）に特化した求人情報提供サービス・転職支援サービスを行う企業である。企業向けの産業医紹介にも注力しているのが特徴である。

## 沿革
- 2010年
  - 5月 - 日本メディカルコネクション株式会社を設立
  - 9月 - 医師向け求人情報サイト『医師アルバイトnavi』、医師向け転職求人情報サイト『医師キャリアnavi』をオープン
- 2012年4月 -『医師アルバイトnavi』『医師キャリアnavi』を統合し、『JMC　医師転職・アルバイト支援サービス』として求人情報サイトをリニューアル